# Zahnschnabelkolibri
Der Zahnschnabelkolibri (Androdon aequatorialis) oder Hakenkolibri ist ein Vogel aus der Familie der Kolibris (Trochilidae) und die einzige Art der somit monotypischen Gattung Androdon. Das Verbreitungsgebiet dieser Art umfasst die Länder Ecuador, Kolumbien und Panama. Der Bestand wird von der IUCN als „nicht gefährdet“ (Least Concern) eingeschätzt.

## Merkmale

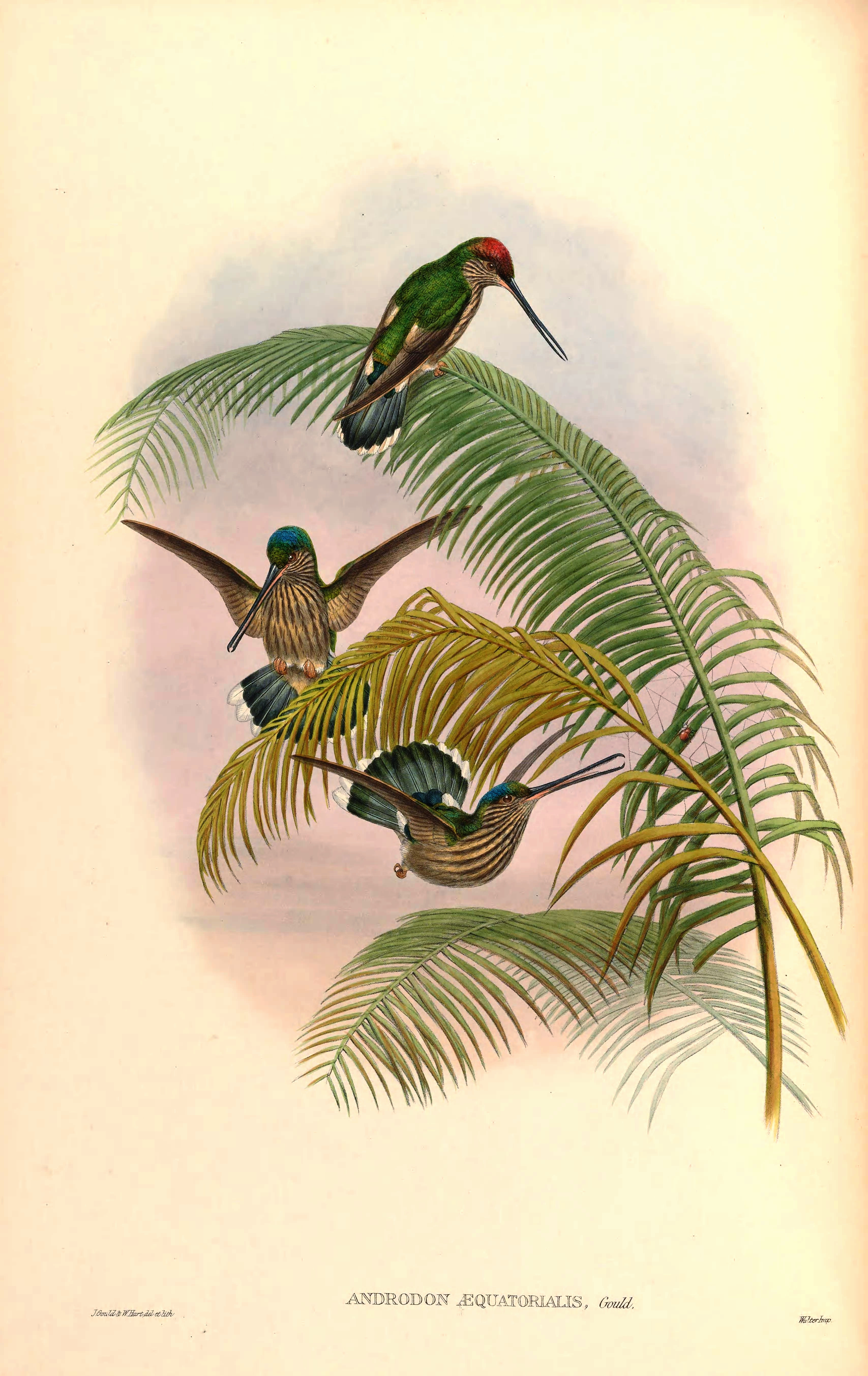
Zahnschnabelkolibris, gemalt von Henry Constantine Richter

Der Zahnschnabelkolibri erreicht eine Körperlänge von etwa 14 cm, wovon der relativ lange gerade Schnabel 41 mm ausmacht. Während der Oberschnabel schwarz ist, ist der Unterschnabel gelb. Der vordere Oberkopf des Männchens weist eine kupferrote Färbung auf. Der Rest der Oberseite, mit Ausnahme des kupferroten Bürzels, ist bronzegrün. Die Oberschwanzdecken ziert ein auffälliges weißes Band. Der abgerundete Schwanz ist gräulich grün mit einem dunklen Subterminalband und weißen Spitzen. Die Kehle und den Bauch zieren breite schwarze Streifen. Die Färbung des Weibchens wirkt etwas stumpfer, was speziell am Oberkopf auffällt. Außerdem hat es auf der Unterseite weniger Streifen.
Jungvögel sind den Weibchen ähnlich, haben jedoch einen bläulichen Nacken.

## Verhalten
Zahnschnabelkolibris bewegen sich in den Wäldern sehr schnell im Bereich der unteren Straten bis in den unteren Teil der Baumkronen. Gelegentlich kann man sie auch an Waldrändern entdecken. Ihren Nektar sammeln sie, indem sie vor den Blüten, beispielsweise der Balsabäume oder der Ameisenbäume, sehr schnell vor- und zurückfliegen. Dabei zeigt der Schnabel nach oben und der Schwanz schnellt nach oben. Außerdem besuchen sie zur Nektaraufnahme gelegentlich auch Blumen. Die auffälligen Zähne nutzen sie vermutlich, um Insekten zu fangen. Meist sind sie einzeln unterwegs und fliegen oft auch Epiphyten an.

## Lautäußerungen
Der Ruf klingt wie ein scharfes durchdringendes tschiit, das hin und wieder gedoppelt wie tschiit-it klingt. Gelegentlich hört man auch eine Serie von hellklingenden tsit-tsí-tsu bzw. tsí-tsu.

## Verbreitung und Lebensraum

Verbreitungsgebiet des Zahnschnabelkolibris

Man sieht Zahnschnabelkolibris nur selten und sehr vereinzelt in feuchten Wäldern und an den Waldrändern in den Tiefebenen und Hügellandschaften. In Panama kommen sie nur im Osten in Höhen zwischen 750 und 1550 Metern vor. In Kolumbien erstreckt sich ihr Verbreitungsgebiet über die feuchten Tiefebenen der Zentral- und Westanden. Südlich reicht es im Tal des Río Magdalena bis zur Gemeinde Remedios in Antioquia. In Ecuador findet man Zahnschnabelkolibris meist in den Bergwäldern, Tiefebenen und Hügeln des Nordwestens. Hier sind sie vorwiegend in der Provinz Esmeraldas präsent. Vor allem bei Playa de Oro sind sie in Höhen zwischen 100 und 800 Metern relativ häufig zu beobachten. Wenige Berichte schildern Vorkommen im Westen der Provinz Pichincha und an den Küstengebirgen der Cordillera de Mache.

## Etymologie und Forschungsgeschichte
John Gould beschrieb den Kolibri ursprünglich unter dem heutigen Namen Androdon aequatorialis. Das Typusexemplar erhielt Gould aus Ecuador.
Der Begriff Androdon leitet sich aus den griechischen Wörtern ἀνήρ, ἀνδρός anēr, andrós für „Mann“ und ὀδούς, ὀδών odoús, odṓn für „Zahn“ ab. Das lateinische Artepitheton aequatorialis steht für „äquatorial, zum Äquator gehörend“, wurde aber oft für Tiere aus Ecuador verwendet.